# Amphispiza quinquestriata
Amphispiza quinquestriata là một loài chim trong họ Emberizidae.